# Scoparia tivira
Scoparia tivira là một loài bướm đêm trong họ Crambidae.